# Cúp bóng đá Ireland 1948-49
Cúp bóng đá Ireland 1948-49 là mùa giải thứ 69 của giải đấu cúp loại trực tiếp của Bắc Ireland.
Đương kim vô địch là Linfield, sau khi đánh bại Coleraine 3-0 trong trận chung kết mùa giải 1947-48. Tuy nhiên, đội bóng đã bị loại từ vòng Một sau thất bại 2-0 trước Glentoran.
Derry City giành chức vô địch lần đầu tiên, sau khi chiến thắng trước Glens 3-1 trong trận chung kết.

## Vòng Một
| Đội 1               | Tỉ số | Đội 2           |
| ------------------- | ----- | --------------- |
| Ards                | 0-3   | Bangor          |
| Ballyclare Comrades | 0-1   | Cliftonville    |
| Ballymena United    | 1-2   | Coleraine       |
| Brantwood           | 1-3   | Derry City      |
| Distillery          | 5-2   | Linfield Swifts |
| Glenavon            | 4-01  | Dundela         |
| Linfield            | 0-2   | Glentoran       |
| Portadown           | 1-0   | Belfast Celtic  |

1Cặp đấu này cần một trận đá lại, sau khi trận đầu tiên có kết quả hòa 4-4.

## Tứ kết
| Đội 1        | Tỉ số | Đội 2     |
| ------------ | ----- | --------- |
| Cliftonville | 1-3   | Glentoran |
| Derry City   | 1-02  | Bangor    |
| Distillery   | 2-1   | Coleraine |
| Portadown    | 3-1   | Glenavon  |

2Cặp đấu này cần 3 trận đá lại, sau khi các trận trước với kết quả hòa 1-1, 3-3 và 1-1.

## Bán kết
| Đội 1      | Tỉ số | Đội 2      |
| ---------- | ----- | ---------- |
| Derry City | 2-0   | Distillery |
| Glentoran  | 3-03  | Portadown  |

3 Cặp đấu này cần 2 trận đá lại, sau khi các trận trước với kết quả hòa 2-2 và 1-1.

## Chung kết
| Derry City               | 3 - 1  | Glentoran |
| ------------------------ | ------ | --------- |
| Colvin · Hermon · Cannon | Report | Peacock   |